# Nikola Malbaša
Nikola Malbaša (serbisch-kyrillisch Никола Малбаша, * 12. September 1977 in Belgrad, Jugoslawien) ist ein ehemaliger serbischer Fußballspieler. Seine Karriere verbrachte er unter anderem bei Hajduk Kula, Partizan, AEK Athen und TuS Koblenz. Er spielte insgesamt 5 Mal für die serbisch-montenegrinische Nationalmannschaft.